# Hôtel de la Caisse d'épargne de Fontenay-le-Comte
L'hôtel de la Caisse d'épargne est un bâtiment du début du XXe siècle situé à Fontenay-le-Comte, en France. Il a autrefois accueilli un établissement bancaire, pour lequel il a été construit. Il est recensé à l'Inventaire général du patrimoine culturel.

## Situation et accès
L'édifice est situé au no 11 de la rue du Pont-aux-Chèvres, devant la place Belliard, dans le centre-ville de Fontenay-le-Comte, et plus largement au sud du département de la Vendée.

## Histoire

### Prémices
Dans la première moitié de 1911, la Caisse d'épargne de Fontenay acquit un immeuble sur la place Belliard afin de construire à sa place un nouvel hôtel pour accueillir l'institution. Le conseil des directeurs se réunit le 10 avril 1911 et accepte au cours de la séance le plan dressé par l'architecte de la commune, Abel Filuzeau,.

### Première pierre
La cérémonie de pose de la première pierre a lieu le 7 octobre 1911, dans la soirée. Le maire de Fontenay, Xavier Gandrieau, assisté de ses deux adjoints et du conseil des directeurs de la Caisse d'épargne et en présence de l'architecte et des entrepreneurs, scelle cette pierre de la porte d'entrée.

### Construction
Six mois sont accordés pour la livraison de l'hôtel couvert, dix mois pour la livraison définitive avec aménagements et mise en état complets. L'entreprise générale des travaux est confiée à Léon Henri, à laquelle s'adjoint pour les gros travaux Fauconnier, entrepreneur de menuiserie, Joseph Chabot, entrepreneur de charpente et Prost, entrepreneur de maçonnerie. Pour éviter la multiplication du nitrate de potassium les matériaux issus des immeubles acquis et démolis ne sont pas réemployés. Lors de la démolition de ces immeubles, dans la soirée du 9 juin 1911, une pierre tombe sur le maçon et buraliste de Saint-Michel-le-Cloucq, Chauvin, qui en ressort blessé au pied. On a en outre trouvé une utilité à des gravats de l'immeuble démoli : un riverain du canal des Horts en a rassemblés pur faire un barrage de fortune aux eaux résiduaires de la tannerie et, et ce, afin de remédier à l'inaction des autorités face au problème de salubrité publique qu'elles causent.

### Achèvement et emménagement
L'aménagement de l'édifice pratiquement achevé, le conseiller municipal Marchand y effectue une visite le 26 octobre 1912 au cours de laquelle, vers 16 h, il ne manque pas de se blesser en chutant dans les escaliers qui mènent aux caves, dans l'obscurité. Les bureaux de la Caisse d'épargne et de la Recette municipale sont finalement transférés dans les nouveaux locaux en novembre 1912. 

### Rénovation et fusion institutionnelle
En 1975, l'intérieur de l'agence est entièrement rénovée, permettant au personnel de travailler dans de meilleures conditions, avec des moyens modernes, dans le but également d'accueillir au mieux les clients plus nombreux. En avril 1984, les Caisses d'épargne de Fontenay-le-Comte, La Roche-sur-Yon, Les Sables-d'Olonne fusionnent et prennent le nom de Caisse d'épargne Littoral-Nord-Bocage-Vendée (nonobstant, seule la Caisse de Luçon garde son indépendance). 

### Transfert de l'agence
En 1988, l'agence de la Caisse d'épargne est transférée dans de nouveaux locaux et quitte ainsi cet hôtel.

## Structure
Le bâtiment est construit en calcaire et en pierre de taille. Les toits de l'immeuble sont en coupe brisé en pavillon, couverts d'ardoise et de zinc en couverture. Quant à l'élévation intérieur, l'immeuble se dote d'un sous-sol, d'un étage carré et d'un étage de comble.

## Statut patrimonial et juridique
Le bâtiment fait l'objet d'un recensement dans l'Inventaire général du patrimoine culturel, en tant que propriété d'un établissement privé. L'enquête ou le dernier récolement est effectué en 1995.